# Desktop Management Interface
DMI (Desktop Management Interface) — программный интерфейс (API), позволяющий программному обеспечению собирать данные о характеристиках аппаратуры компьютера. Спецификация DMI разработана консорциумом Distributed Management Task Force (DTMF), возглавляемым фирмой Intel. В версии 2.0 этого стандарта предусмотрена также возможность дистанционно конфигурировать ПК с удалённой машины. Персональные компьютеры, удовлетворяющие требованиям DMI 2.0, иногда называют также управляемыми ПК (managed PC).

## Работа с DMI в Unix
Unix-совместимые операционные системы обладают программными средствами для чтения и интерпретации DMI-информации. В Linux информация о DMI доступна в виртуальной файловой системе sysfs по пути /sys/class/dmi/id/. Также можно воспользоваться утилитой dmidecode, устанавливаемой из одноимённого пакета. Во FreeBSD данную утилиту можно установить из портов.